# 新吉列耶沃区
新吉列耶沃区（俄語：район Новогиреево）是莫斯科东行政区的一区，面积4.45平方公里，人口99,348人。新吉列耶沃站、佩罗沃站和库斯科沃站位于本区内。